# 72-es főút
72-es főút (ungarisch für ‚Hauptstraße 72‘) ist eine ungarische Hauptstraße. Sie trennt sich in Balatonfűzfő von der am Nordufer des Balaton (Plattensee) entlang führenden 71-es főút und trifft rund 4,5 km östlich von Veszprém auf die 8-as főút (Europastraße 66), an der sie endet.
Die Gesamtlänge der Straße beträgt 8,5 Kilometer.